# Роттердамська конвенція
Роттерда́мська конве́нція (офіційно Роттерда́мська конве́нція про процеду́ру Попере́дньої обгрунто́ваної згоди́ відно́сно окре́мих небезпе́чних хімі́чних речови́н та пестици́дів у міжнаро́дній торгі́влі) — багатосторонній договір про сприяння спільній відповідальності щодо імпорту небезпечних хімічних речовин. Конвенція сприяє відкритому обміну інформацією та закликає експортерів небезпечних хімічних речовин використовувати належне маркування, включати вказівки щодо безпечного поводження та інформувати покупців про будь-які відомі обмеження чи заборони. Країни-підписанти можуть вирішувати, дозволити чи заборонити імпорт хімічних речовин, перелічених у договорі, а країни-експортери зобов'язані переконатися, що виробники в межах їхньої юрисдикції дотримуються.
У 2012 році Секретаріати Базельської та Стокгольмської конвенцій, а також ЮНЕП, частина Секретаріату Роттердамської конвенції, об'єдналися в єдиний Секретаріат із матричною структурою, яка обслуговує три конвенції. Зараз три конвенції проводять конференції Сторін у рамках спільних рішень щодо синергії.
Дев'ята зустріч Роттердамської конференції проходила з 29 квітня по 10 травня 2019 року в Женеві, Швейцарія.

## Речовини, на які поширюється Конвенція
- 2,4,5-Т та їїсолі та естери
- Алахлор
- Алдікарб
- Олдрін
- Азбест — лише актиноліт, антофіліт, амозит, крокидоліт і тремоліт
- Беноміл (деякі форми)
- Бінапакрил
- Каптафол
- Карбофуран (деякі форми)
- Хлордан
- Хлордимеформ
- Хлорбензилат
- ДДТ
- Дільдрин
- Динітро-орто-крезол (ДНОК) та його солі
- Діносеб та його солі та ефіри
- 1,2-діброметан (EDB)
- Ендосульфан
- Етилену дихлорид
- Етиленоксид
- Фторацетамід
- Гексахлорциклогексан (змішані ізомери)
- Гептахлор
- Гексахлорбензол
- Ліндан
- Сполуки ртуті, включаючи неорганічні та металоорганічні сполуки ртуті
- Метамідофос (деякі форми)
- Метилпаратіон (деякі форми)
- Монокротофос
- Паратіон
- Пентахлорфенол та його солі та естери
- Фосфамідон (деякі форми)
- Полібромовані біфеніли (PBB)
- Поліхлоровані біфеніли (ПХБ)
- Поліхлоровані терфеніли (PCT)
- Тетраетилсвинець
- Тетраметилсвинець
- Тірам (деякі форми)
- Токсафен
- Сполуки трибутилолова
- Трис (2,3-дибромпропіл) фосфат (ТРІС)[4]

## Речовини, запропоновані для доповнення до Конвенції
Комітет з розгляду хімічних речовин Роттердамської конвенції вирішив рекомендувати сьомій Конференції сторін, що відбудеться у 2015 році, розглянути питання про включення наступних хімічних речовин у Додаток III до Конвенції:
- Хризотиловий азбест (обговорення відкладено на попередній нараді Конференції Сторін).
- Фентіон (препарати з ультранизьким об'ємом (ULV) із вмістом активного інгредієнта або вище 640 г/л)
- Рідкі препарати (емульгований концентрат і розчинний концентрат), що містять паракват дихлорид 276 г/л або вище, що відповідає іону параквату 200 г/л або вище
- Трихлорфон

## Держави-учасники
Станом на жовтень 2018 року конвенція має 161 учасника, серед яких 158 держав-членів ООН, Острови Кука, Держава Палестина та Європейський Союз. До країн, що не є членами, належать Сполучені Штати.

## Дискусія про хризотиловий азбест
У 2011 році на засіданні Роттердамської конвенції в Женеві канадська делегація здивувала багатьох своєю відмовою дозволити додавання волокон хризотилового азбесту до Роттердамської конвенції. Найближчим часом у ЄС заплановані слухання, на яких оцінять позицію Канади та вирішать питання про можливість каральних дій.
Продовжуючи заперечувати, Канада є єдиною країною G8, яка заперечує проти включення до списку. Заперечили також Киргизстан, Казахстан і Україна. В'єтнам також висунув заперечення, але пропустив наступну зустріч з цього питання. Займаючи свою позицію, канадський уряд протиставлявся Індії, яка зняла свої давні заперечення щодо додавання хризотилу до списку безпосередньо перед конференцією 2011 року. (Індія пізніше змінила цю позицію в 2013 році).
Численні неурядові організації публічно висловили критику рішення Канади заблокувати це доповнення.
У вересні 2012 року міністр промисловості Канади Крістіан Параді оголосив, що уряд Канади більше не буде протидіяти включенню хризотилу в конвенцію.
Вісім найбільших країн-виробників та експортерів хризотилу виступили проти такого кроку на Роттердамській конференції сторін у 2015 році: Росія, Казахстан, Індія, Киргизстан, Пакистан, Куба та Зімбабве.